# 性染色體
性染色體是一種在形式、大小和行為上不同於普通常染色體的染色體。 人類性染色體是一對典型的哺乳動物異體，它決定了有性生殖中個體的性別。 常染色體不同於異體，因為常染色體成對出現，其成員具有相同的形式但不同於二倍體細胞中的其他對，而異體對的成員可能彼此不同，從而決定性別。
內蒂·史蒂文斯和埃德蒙·比彻·威尔逊都在1905年獨立發現了性染色體。然而，史蒂文斯因比威爾遜更早發現性染色體而受到讚譽。

## 差異化
在人類中，每個細胞核含有23對染色體，共有46條染色體。 前22對稱為常染色體。 常染色體是同源染色體，即沿其染色體臂以相同順序包含相同基因（DNA 區域）的染色體。 第 23 對染色體稱為異體。 這些由大多數女性的兩條X染色體和大多數男性的一條X染色體和一條Y染色體組成。 因此，女性有 23 對同源染色體，而男性有 22 對。X 和 Y 染色體具有稱為偽體染色體區的小同源區域。
X染色體始終作為卵子中的第23條染色體存在，而單個精子中可能存在X或Y染色體。 在女性胚胎發育的早期，在卵細胞以外的細胞中，其中一條 X 染色體隨機且永久地部分失活：在某些細胞中，從母親那裡繼承的 X 染色體失活； 在其他細胞中，它是遺傳自父親的 X 染色體。 這確保了兩性在每個體細胞中始終只有一個 X 染色體的功能拷貝。 失活的 X 染色體被抑制性異染色質沉默，異染色質壓縮 DNA 並阻止大多數基因的表達。 這種壓縮由PRC2（Polycomb Repressive Complex 2）調節。

## 性別決定

人類核型示意圖，在右下角的綠色框中顯示了性染色體。 X 染色體是 C 組的一部分，Y 染色體是 G 組的一部分。帶和子帶註釋在每條染色體（或染色體對）的右側，Y染色体性别决定区位於 Yp11.2。

所有具有異體決定性別的二倍體生物都從各自的父母那裡獲得了一半的異體。 在大多數哺乳動物中，雌性是 XX，並且可以傳遞其中一個 X； 由於雄性是 XY，因此它們可以傳遞 X 或 Y。此類物種中的雌性從每個父母那裡獲得 X 染色體，而雄性則從母親那裡獲得 X 染色體，從父親那裡獲得 Y 染色體。 因此，正是雄性的精子決定了此類物種中每個後代的性別。
然而，一小部分人有不同的性發育，稱為雙性人。 這可能是由既不是 XX 也不是 XY 的異體引起的。當兩個受精胚胎融合時，也可能發生這種情況，產生可能包含兩組不同 DNA 的嵌合體，一個是 XX，另一個是 XY。它也可能是由於通常在子宮內暴露於破壞正常轉化的化學物質所致 異體轉化為性激素，並進一步發育成不明確的外生殖器或內臟器官。
Y 染色體中有一個基因，它具有控制編碼雄性基因的調節序列，稱為SRY基因。  該基因產生睾丸決定因子（“TDF”），啟動人類和其他哺乳動物的睾丸發育。SRY 序列在性別決定中的突出地位是在研究性反轉 XX 男性（即具有生物學男性特徵但實際上具有 XX 同位體的人類）的遺傳學時發現的。 經過檢查發現，典型的XX個體（傳統女性）和性反轉的XX男性的區別在於，典型個體缺少SRY基因。 據推測，在性反轉的 XX 男性中，SRY 在減數分裂期間錯誤地易位到 XX 對中的 X 染色體。

### 其他脊椎動物
動物性別的決定涉及多種機制。  對於哺乳動物，性別決定是由精子的遺傳貢獻決定的。 許多低等脊索動物，如魚類、兩棲動物和爬行動物，都有受環境影響的系統。 例如，魚類和兩棲動物具有遺傳性別決定，但它們的性別也會受到外部可用類固醇和卵孵化溫度的影響。  在一些爬行動物中，例如海龜，只有孵化溫度決定性別（溫度-性別決定系統）。

### 植物
許多科學家認為，植物的性別決定比人類的性別決定更為複雜。 這是因為即使開花植物也有多種交配系統，它們的性別決定主要由 MADS-box 基因調節。 這些基因編碼形成花朵性器官的蛋白質。
植物性染色體在苔蘚植物中最常見，在維管植物中相對常見，在蕨類植物和石松門植物中未知。  植物的多樣性反映在它們的性別決定係統中，其中包括 XY 和 UV 系統以及許多變體。性染色體在許多植物群落中獨立演化。 染色體的重組可能導致性染色體發育前的異配子，或者性染色體發育後重組可能減少。一旦性染色體完全分化，通常只有少數偽體染色體區會被保留下來。 當染色體不重組時，中性序列差異開始累積，這已被用於估計在各種植物譜系中性染色體的年齡。 即使是最古老的估計分歧，在地錢門的 Marchantia polymorpha 中，也比哺乳動物的或鳥類的分歧更新。 由於這種新近性，大多數植物性染色體也有相對較小的性連鎖區域。 目前的證據不支持存在比地錢 Marchantia polymorpha 更古老的植物性染色體。
植物中普遍存在的自多倍體也影響其性染色體的結構。 多倍體化可以發生在性染色體發育之前和之後。 如果它發生在性染色體建立之後，劑量應在性染色體和常染色體之間保持一致，對性別分化的影響最小。 如果它發生在性染色體變得異形之前，就像在八倍體紅酸模小酸模（学名：Rumex acetosella）中很可能發生的那樣，性別是由單個 XY 系統決定的。 在一個更複雜的系統中，檀香植物 Viscum fischeri 的雌性染色體為 X1X1X2X2，雄性染色體為 X1X2Y。

#### 序列組成和演化
转座子、串聯重複序列的擴增，尤其是長串聯重複序列 (LTR)反转录转座子的積累是植物性染色體演化的原因。 反转录转座子的插入可能是 y 染色體擴增和植物基因組大小演化的主要原因。 反轉錄轉座子有助於決定性染色體的大小，其增殖甚至在密切相關的物種中也有所不同。 LTR 和串聯重複序列在 S. latifolia 性染色體的演化中起主導作用。

#### 非維管植物
蕨類植物和石松類植物具有雙性配子體，因此沒有性染色體的證據。  在苔蘚植物中，包括地錢門、金魚藻和苔蘚，性染色體很常見。 苔蘚植物中的性染色體影響配子體產生的配子類型，並且配子體類型存在廣泛差異。 與配子體總是單性的種子植物不同，在苔蘚植物中，它們可能產生雄性、雌性或兩種類型的配子。
苔蘚植物最常採用UV性別決定係統，其中 U 產生雌性配子體，V 產生雄性配子體。 U 和 V 染色體是異形的，U 大於 V，並且通常都大於常染色體。 即使在這個系統中也存在變異，包括 UU/V 和 U/VV 染色體排列。 在一些苔蘚植物中，已發現微染色體與性染色體共存，並可能影響性別決定。

#### 裸子植物
雌雄同體在裸子植物中很常見，估計在 36% 的物種中發現。 然而，異形性染色體相對較少，截至 2014 年只有五個已知物種。其中五個使用 XY 系統，一個（銀杏）使用 WZ 系統。 一些裸子植物，如約翰松 (Pinus johannis)，具有通過核型分析幾乎無法區分的同態性染色體。

#### 被子植物
具有雌雄同株或雌雄同株花的同性被子植物沒有性染色體。 具有不同性別（雌雄異株）的被子植物可以使用性染色體或環境花朵來決定性別。 來自大約 100 種被子植物的細胞遺傳學數據顯示，大約一半的性染色體存在異形，大部分採用 XY 性別決定係統的形式。 與人類不同，他們的 Y 通常較大； 然而，被子植物之間存在多樣性。 在楊屬 (Populus) 中，一些物種具有雄性異配性，而其他物種具有雌性異配性。

## 醫療應用
性染色體不僅攜帶決定男性和女性特徵的基因，還攜帶決定其他一些特徵的基因。 由任一性染色體攜帶的基因被稱為伴性遗传(Sex linkage)。 與性相關的疾病通過 X 或 Y 染色體之一在家族中遺傳。 由於男性通常繼承Y染色體，因此他們是唯一繼承 Y 連鎖特徵的人。 男人和女人都可以得到 X 連鎖的，因為他們都繼承了X染色體。

## 演化
性染色體從標準的常染色體對演化而來。  在大量生物體中，目前觀察到的性別決定係統是性染色體更新的產物。 性染色體轉換是一個過程，定義為性染色體類型的變化是性別決定基因身份變化（例如通過突變）或位置變化的產物。在其他情況下，由於與常染色體的融合事件，性染色體可能相對於其祖先形式大幅增長，而常染色體-性染色體融合導致所謂的新性染色體。 現在已知鳴禽總科 Sylvioidea 中有5個這樣的例子。在涉及真骨类魚的30年演化實驗中，有一個實驗記錄的性染色體更替案例，其中雜交實驗導致性染色體的性別決定區易位到常染色體中。 這導致常染色體成為一種新的 W 性染色體。

## 備注

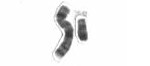
G显带後的人類男性XY染色體

1. ↑  也稱為異體（allosome）
異型染色體（heterotypical chromosome）
性染色體（heterochromosome）[1][2]
或“idiochromosome”[譯名請求][3]